# Топульча
Топульча (пол. Topólcza) — деревня в юго-восточной части Польши. Расположена в Люблинском воеводстве, Замойском повете, на территории гмины Звежинец.
В деревне находится кирпичный храм святого Исидора Пелусиотского, построенный в русско-византийском стиле в начале 20 века. Храм был православным, но после первой мировой войны был передан римско-католической церкви. В храме хранятся исторические православные иконы.

## История
С 1975 по 1998 год деревня Топульча входила в состав Замойского воеводства.

## Население
По данным переписи 31 марта 2011 года, население деревни Топульча  составляло 281 человек (из них 137 мужчин и 144 женщины).